# 1986 PF
1986 PF är en asteroid i huvudbältet som upptäcktes den 4 augusti 1986 av International Near-Earth Asteroid Survey (INAS) vid Palomar-observatoriet.
Asteroiden har en diameter på ungefär 7 kilometer.